# Europa (album)
Europa – piąty album studyjny polskiego rapera Taco Hemingwaya. Wydawnictwo ukazało się 4 września 2020 roku nakładem 2020. Nagrania zostały udostępnione na stronie internetowej rapera i w serwisie YouTube. Materiał, nagrany w 2020 roku, został wyprodukowany przez wielu producentów. Album reprezentuje stylistykę hip-hopową z wpływami trapu i popu. Główną tematyką tekstów są rozterki życiowe rapera, który stara się uciec od swojej popularności.
Europa spotkała się ze średnim przyjęciem krytyków muzycznych. Recenzenci chociaż wyróżnili poszczególne utwory, zarzucili płycie brak wyrazu. Album odniósł mniejszy sukces komercyjny niż poprzednie wydawnictwa, chociaż również spory, zadebiutował na drugim miejscu ogólnopolskiej listy sprzedaży OLiS, gdyż został wydany w tym samym czasie co album Jarmark i ustąpił mu pierwszego miejsca. Album rozszedł się w ponad 30 000 egzemplarzach i był to dziewiąty najlepiej sprzedający się album 2020 roku w Polsce, spędzając blisko 50 tygodni na liście.
Album promowała trasa 2020/2021/2022 Tour.

## Geneza, nagranie i wydanie
10 lipca 2020 roku, dzień przed cisza wyborczą, ukazuje się singiel pt. „Polskie tango”, który przedstawia polską mentalność, wyraża zmartwienie stanem kraju i nawiązuje do sytuacji politycznej w Polsce, krytykując ją. W singlu pada wers „Z jednej strony Jarmark/Z drugiej Europa” co było pierwszą zapowiedzią płyty. 28 lipca raper za pomocą serwisu Instagram ogłosił, że premiera płyt została przesunięta z lipca na przełom sierpnia/września. 29 lipca 2020 w urodziny rapera wyszedł singel „Michael Essien Birthday Party”, zapowiadając nowy album pt. Europa, który ma wyjść wraz z Jarmarkiem 4 września 2020. Tego samego dnia ruszyła również przedsprzedaż albumów.
4 września 2020 roku album trafił do sprzedaży w wersji fizycznej, w sklepach w całej Polsce oraz został udostępniony w serwisach streamingowych oraz za darmo do pobrania na swojej stronie internetowej. 14 stycznia 2021 roku album ukazał się w wersji winylowej

## Odbiór

### Krytyczny
Album spotkał się z mieszanym przyjęciem krytyków muzycznych. Redaktor Bartłomiej Ciepłota z portalu Glamrap przyznał albumowi tylko 4.3 gwiazdki w skali na 10. Krytyk zarzucił albumowi proste, nudne linie melodyjne oraz żenujące teksty. Krytyk Rafał Samborski z portalu interia przyznał albumowi pięć gwiazdek na dziesięć, dodając iż album jest bez wyrazu i nic tutaj nie zatrzymuje słuchacza na dłuższą chwilę. Bartek Chaciński z gazety Polityka, ocenił album na trzy gwiazdki w skali na sześć. W swojej recenzji napisał, że albumowi brakuje pomysłu i nie był zbyt przemyślany. Alcja Surmiak ze strony allaboutmusic oceniła album na 6.5, w swojej recenzji napisała: „Europa jest dosyć monotonna w obu tych aspektach. Wprawdzie nie chcę umniejszać artyście, bo i tutaj zawarł parę cennych refleksji, a ponadto połączył te piosenki „dziennikami” wprowadzającymi nas do kolejnych numerów.”.

### Komercyjny
Album rozszedł się w dniu premiery w 15 tys. egzemplarzy i zadebiutował na drugim miejscu listy OLiS, ustępując płycie Jarmark i utrzymał się na niej przez 14 tygodni. 24 września ZPAV oficjalnie przyznało mu status złotej płyty, zaś 18 mają uzyskał status platynowej za sprzedaż 30 tys. kopii.

## Lista utworów
| Nr  | Tytuł utworu                                    | Tekst                              | Produkcja         | Długość |
| --- | ----------------------------------------------- | ---------------------------------- | ----------------- | ------- |
| 1.  | „Luxembourg”                                    | Filip Szcześniak                   | Lanek             | 3:17    |
| 2.  | „Grand Prix”                                    | F. Szcześniak                      | Borucci           | 3:05    |
| 3.  | „Europa” (gośc. Bedoes)                         | F. Szcześniak · Borys Przybylski   | Zeppy Zep         | 3:18    |
| 4.  | „Pireneje”                                      | F. Szcześniak                      | 2latefor · D3W    | 3:16    |
| 5.  | „Nie ufam sobie sam”                            | F. Szcześniak                      | Borucci           | 2:36    |
| 6.  | „Big Pharma”                                    | F. Szcześniak                      | Zeppy Zep         | 3:28    |
| 7.  | „Sztylet”                                       | F. Szcześniak                      | 2latefor          | 2:56    |
| 8.  | „Ortalion”                                      | F. Szcześniak                      | Sergiusz          | 3:53    |
| 9.  | „WWA NIE Berlin” (gośc. Szpaku)                 | F. Szcześniak · Mateusz Szpakowski | Rumak             | 3:42    |
| 10. | „Pieniądz i terror” (gośc. Oki)                 | F. Szcześniak · Oskar Kamiński     | Deemz · @atutowy  | 3:34    |
| 11. | „Na paryskie getto pada deszcz” (gośc. Borucci) | F. Szcześniak                      | Lanek             | 3:43    |
| 12. | „Michael Essien Birthday Party”                 | F. Szcześniak                      | Keeko · Zeppy Zep | 4:17    |
| 13. | „Toskania Outro”                                | F. Szcześniak                      | Keeko · Zeppy Zep | 5:07    |
|     |                                                 |                                    |                   | 46:12   |

| Edycja limitowana | Edycja limitowana                               | Edycja limitowana                  | Edycja limitowana | Edycja limitowana |
| Nr                | Tytuł utworu                                    | Tekst                              | Produkcja         | Długość           |
| ----------------- | ----------------------------------------------- | ---------------------------------- | ----------------- | ----------------- |
| 1.                | „Luxembourg”                                    | Filip Szcześniak                   | Lanek             | 3:17              |
| 2.                | „Grand Prix”                                    | F. Szcześniak                      | Borucci           | 3:05              |
| 3.                | „Europa” (gośc. Bedoes)                         | F. Szcześniak · Borys Przybylski   | Zeppy Zep         | 3:18              |
| 4.                | „Pireneje”                                      | F. Szcześniak                      | 2latefor · D3W    | 3:16              |
| 5.                | „Nie ufam sobie sam”                            | F. Szcześniak                      | Borucci           | 2:36              |
| 6.                | „Big Pharma”                                    | F. Szcześniak                      | Zeppy Zep         | 3:28              |
| 7.                | „Sztylet”                                       | F. Szcześniak                      | 2latefor          | 2:56              |
| 8.                | „Ortalion”                                      | F. Szcześniak                      | Sergiusz          | 3:53              |
| 9.                | „WWA NIE Berlin” (gośc. Szpaku)                 | F. Szcześniak · Mateusz Szpakowski | Rumak             | 3:42              |
| 10.               | „Pieniądz i terror” (gośc. Oki)                 | F. Szcześniak · Oskar Kamiński     | Deemz · @atutowy  | 3:34              |
| 11.               | „Na paryskie getto pada deszcz” (gośc. Borucci) | F. Szcześniak                      | Lanek             | 3:43              |
| 12.               | „Michael Essien Birthday Party”                 | F. Szcześniak                      | Keeko · Zeppy Zep | 4:17              |
| 13.               | „Toskania Outro”                                | F. Szcześniak                      | Keeko · Zeppy Zep | 5:07              |
| 14.               | „GBP Freestyle”                                 | F. Szcześniak                      | Borruci · Partyka | 2:01              |
|                   |                                                 |                                    |                   | 48:13             |

## Sprzedaż

### Pozycje w notowaniach OLiS
OLiS jest ogólnopolskim notowaniem, tworzonym przez agencję TNS Polska na podstawie sprzedaży albumów muzycznych na nośnikach fizycznych (od tygodnia 15 lista uwzględnia informacje o pobraniach w formacie digital download czy odtworzeniach w serwisach streamingowych).
| Tydzień | 1      | 2      | 3      | 4      | 5      | 6      | 7      | 8      | 9      | 10     | 11     | 12     | 13     | 14     | 15     | 16     |
| ------- | ------ | ------ | ------ | ------ | ------ | ------ | ------ | ------ | ------ | ------ | ------ | ------ | ------ | ------ | ------ | ------ |
| Pozycja | 2      | 7      | 8      | 13     | 12     | 14     | 23     | 32     | 27     | 40     | 40     | 48     | 41     | 11     | 77     | 84     |
| Źródło  | [ 12 ] | [ 13 ] | [ 14 ] | [ 15 ] | [ 16 ] | [ 17 ] | [ 18 ] | [ 19 ] | [ 20 ] | [ 21 ] | [ 22 ] | [ 23 ] | [ 24 ] | [ 25 ] | [ 26 ] | [ 26 ] |
| Tydzień | 17     | 18     | 19     | 20     | 21     | 22     | 23     | 24     | 25     | 26     | 27     | 28     | 29     | 30     | 31     | 32     |
| Pozycja | 86     | 73     | 86     | 90     | 68     | 93     | 68     | 65     | 76     | 80     | 43     | 64     | 66     | 74     | 83     | 77     |
| Tydzień | 33     | 34     | 35     | 36     | 37     | 38     | 39     | 40     | 41     | 42     | 43     | 44     | 45     | 46     | 47     | 48     |
| Pozycja | 67     | 93     | 58     | 86     | 96     | 85     | 76     | 80     | 99     | 56     | 74     | 71     |        |        |        |        |

| Miesiąc       | Pozycja |
| ------------- | ------- |
| Wrzesień 2020 | 2       |

| Rok  | Pozycja |
| ---- | ------- |
| 2020 | 9       |

### Certyfikaty ZPAV
Certyfikaty sprzedaży są wystawiane przez Związek Producentów Audio-Video za osiągnięcie określonej liczby sprzedanych egzemplarzy, obliczanej na podstawie kupionych kopii fizycznych i cyfrowych, a także odtworzeń w serwisach streamingowych.
| Certyfikat         | Liczba egzemplarzy | Data             |        |
| ------------------ | ------------------ | ---------------- | ------ |
| złota płyta        | 15 000             | 24 września 2020 | [ 30 ] |
| platynowa płyta    | 30 000             | 18 maja 2022     | [ 31 ] |
| 2× platynowa płyta | 60 000             | 6 marca 2024     | [ 32 ] |

## Historia wydania
| Data             | Format                            | Wytwórnia |        |
| ---------------- | --------------------------------- | --------- | ------ |
| 4 września 2020  | streaming · digital download · CD | 2020      | [ 33 ] |
| 14 stycznia 2021 | winyl                             | 2020      | [ 4 ]  |

## Personel
Za powstanie albumu odpowiedzialne są następujące osoby:
| - Filip Szcześniak – słowa, rap, śpiew - Masik Production – projekt graficzny - Rafał Smoleń – miksowanie, mastering - Jan Kwapisz – realizacja nagrań - Łukasz Partyka, Ania Witko – art direction - Marcin Kempski – zdjęcia |  | - Bedoes – gościnnie w utworze „Europa” - Szpaku – gościnnie w utworze „WWA NIE Berlin” - Oki – gościnnie w utworze „Pieniądz I Terror” - Borucci – gościnnie w utworze „Na Paryskie Getto Pada Deszcz” |  | - Rumak – produkcja utworu „WWA NIE Berlin” - Borucci – produkcja utworów Grand Prix”, „Nie Ufam Sobie Sam” oraz „GBP Freestyle” - Zeppy Zep – produkcja utworu „Europa”, „Big Pharma”, „Michael Essien Birthday Party” oraz „Toskania Outro” - Łukasz Partyka – produkcja utworu „GBP Freestyle” - Lanek – produkcja utworów „Luxembourg” i „Na Paryskie Getto Pada Deszcz” - Deemz – produkcja utworu „Pieniądze I Terror” - Keeko – produkcja utworu „Michael Essien Birthday Party” oraz „Toskania Outro” - 2latefor – produkcja utworu „Pireneje” oraz „Sztylet” - @atutowy – produkcja utworu „Pieniądze I Terror” - D3W – produkcja utworu „Pireneje” |

Nagrań dokonano w Studiu Nagrywarka w Warszawie.